# メンサー星人
メンサー星人（Menthars）は、アメリカのSFテレビドラマ、『スタートレック』シリーズの『新スタートレック』に登場する架空の異星人。登場は第54話『メンサー星人の罠』（Booby Trap）。
メンサー星人は、『新スタートレック』の時代（24世紀）よりおよそ千年前、プロミリア星人との戦争で絶滅したとされる種族である。オルリアス9号星における最終的な戦闘で、両種族が絶滅したとされている。
彼らは戦略や軍事技術に長けた種族であったらしく、その戦歴はデータ少佐をして「感嘆に値する」と言わしめている。
特にオルリアス9号星の宙域に彼らが仕掛けたアセトン・アシミレーター（一種のエネルギー兵器）は、千年と言う年月を経ているにもかかわらず、未だ効力を発揮している程に強力なものであった。調査に訪れたジャン＝リュック・ピカード艦長指揮下のU.S.S.エンタープライズDは、図らずもプロミリアと同じ罠に落ち、危うく二の舞となりかけた。